# Abdelkader Aouissi
Abdelkader Aouissi (født 1930) var en algerisk FIFA-dommer. Han var FIFA-dommer fra 1966 til 1976. Han blev født i Algier.

## Karriere
- Algerian Cup 1962-1963 (som linjedommer i finalen)
- Sommer-OL 1972 (2 kampe)
- African Cup of Nations 1972 (2 kampe og finalen)

## Kampe med danske hold
- Den 3. september 1972: Fodbold under Sommer-OL 1972: Danmark – Polen 1-1.
- Den 17. november 1976: Kvalifikation til VM 1978: Danmark – Portugal 0-1.